# Borów (powiat trzebnicki)
Borów (niem. Krumpach) – wieś w Polsce położona w województwie dolnośląskim, w powiecie trzebnickim, w gminie Prusice.

## Podział administracyjny
W latach 1975–1998 miejscowość należała administracyjnie do województwa wrocławskiego.

## Nazwa
W księdze łacińskiej Liber fundationis episcopatus Vratislaviensis (pol. Księga uposażeń biskupstwa wrocławskiego) spisanej za czasów biskupa Henryka z Wierzbna w latach 1295–1305 miejscowość wymieniona jest w obecnej polskiej formie Borow.

## Zabytki
Do wojewódzkiego rejestru zabytków wpisany jest:
- zespół dworski:
  - dom mieszkalny, obecnie nr 14, z końca XIX w.
  - dom mieszkalny, obecnie nr 15, z 1896 r.
  - spichrz, z 1840 r.
  - obora, z końca XIX w.
  - stodoła, z przełomu XIX/XX w.
  - park, z około połowy XIX w.
  - ogrodzenie, z drugiej połowy XIX w.